# Companhia Estadual de Silos e Armazéns do Rio Grande do Sul
Companhia Estadual de Silos e Armazéns - CESA foi uma empresa governamental responsável pela armazenagem de safras do Rio Grande do Sul. contava com 19 filiais ativas em vários municípios do Estado, foi uma empresa brasileira pioneira ao possuir uma rede integrada de silos e armazéns.

## História
A CESA foi criada em dezembro de 1952 com o intuito de suprir o setor agrícola gaúcho, possuía uma infraestrutura de armazenagem compatível com as crescentes safras gaúchas. Mantinha sua sede administrativa em Porto Alegre, a Companhia contou com 19 filiais ativas, distribuídas em 22 municípios do Estado, totalizando a quantia de 469.500 toneladas de capacidade estática para armazenagem.
Vinculada à Secretaria da Agricultura, Pecuária e Agronegócio, a CESA foi pioneira no Brasil na instalação de uma rede integrada de silos e armazéns. Foi uma instituição de uso público que atende produtores de pequeno, médio e grande porte, cooperativas, governo, indústria e comércio. Portanto, atua como uma empresa prestadora de serviços depositária de produtos de terceiros.

## Processo de Liquidação
Em 17 de Abril de 2018, a Assembleia Legislativa aprovou a extinção da companhia por 45 votos á 4 através do projeto de lei 248/2017. Os deputados contrários alegaram que a venda da estatal não soluciona a crise do Rio Grande do Sul. O presidente da estatal afirmou: “Hoje, a atividade empresarial da CESA serve apenas para pagar salários e ações trabalhistas, mas existe todo um rombo a ser coberto”, afirmou Cláudio Cava Corrêia.
A empresa possuía diversas dividas milionárias, quase todas eram trabalhistas movidas há muitos anos e que só se prolongavam e aumentavam ao passar do tempo, A maioria das unidades que antes compunham a CESA foram leilão imediato, para suprir a maioria das dívidas que a empresa mantinha até então.
Apenas uma unidade da CESA foi liberada para prosseguir com suas atividades.